# Aledo (Texas)
Aledo város az USA Texas államában. Lakosainak száma 4858 fő (2020. április 1.).

## Népesség
A település népességének változása:

| 2010 | 2 716 |
| 2020 | 4 858 |